# آسیاب عروسک
بقایای آسیاب عروسک مربوط به دوره صفوی است و در شهرستان قیروکارزین، بخش افزر، دهستان افزر، ۱ کیلومتری جنوب غرب روستای عروسک، حاشیه رودخانه قره آغاج واقع شده و با شمارهٔ ثبت ۲۶۶۳۲ به‌عنوان یکی از آثار ملی ایران به ثبت رسیده است.